# 올리패스
올리패스(OliPass Corp.)는 대한민국의 리보핵산(RNA) 치료제 플랫폼 기업이다. 본사는 경기도 용인시 기흥구 동백중앙로16번길 16-4에 위치해 있으며 대표이사는 정신이다.

## 재무
2024년 상장폐지 위기를 벗어나기 위해 717억원 상당의 민간임대아파트 241세대를 양수하여 재무구조 개선 및 수익성 증대를 하였다 자산재평가로 재무구조는 개선했으나 연매출 30억원을 넘기지 못하여 2025년 상장폐지 절차에 돌입할 가능성이 커졌다.

## 같이 보기
- RNA

## 참고문헌
1. ↑  엄주연, 올리패스, 커져가는 '자본잠식' 리스크, 딜사이트, 2024년 3월 7일
2. ↑  올리패스, 자금 조달 지연에 정관 변경, 딜사이트, 2024년 2월 8일
3. ↑  천석원, 한국IR협의회 기술분석보고서-올리패스, 2020년 3월 5일
4. ↑  올리패스 "제3자배정 유상증자 발행한도 확대 위한 정관 변경", 히트뉴스, 2024년 2월 6일
5. ↑  최인환, '상폐' 위기 바이오기업, 생존 위한 '부업' 마련 늘어나, 메디파나, 2024년 7월 16일
6. ↑  퇴출 위기의 바이오 올리패스, 성큼 다가온 상장폐지 위험 이데일리 2025-03-16